# Florian Trinks
Florian Trinks est un footballeur allemand, né le 11 mars 1992 à Gera. Il évolue au poste de milieu offensif.

## Palmarès

### En club
- Championnat de Hongrie : 2016

### En sélection
- Allemagne U17
  - Vainqueur du Championnat d'Europe des moins de 17 ans 2009.

## Statistiques
| Saison    | Club                 | Pays       | Championnat      | Coupes nationales | Coupes continentales |
| --------- | -------------------- | ---------- | ---------------- | ----------------- | -------------------- |
| 2010-2011 | Werder Brême         | Bundesliga | 8 matchs         | -                 | -                    |
| 2011-2012 | Werder Brême         | Bundesliga | 6 matchs         | -                 | -                    |
| 2012-2013 | Werder Brême         | Bundesliga | -                | -                 | -                    |
| 2012-2013 | SpVgg Greuther Fürth | Bundesliga | 2 matchs / 1 but | -                 | -                    |

Dernière mise à jour le 19 mai 2013